# Хотинское
Хо́тинское (бел. Хо́цінскае) — озеро в Бешенковичском районе Витебской области Белоруссии. Относится к бассейну реки Улла.

## Описание
Озеро Хотинское расположено в 24 км к северо-западу от городского посёлка Бешенковичи, рядом с деревней Хотино. Водоём граничит с Ушачской группой озёр.
Площадь поверхности озера составляет 0,22 км², длина — 0,96 км, наибольшая ширина — 0,41 км. Длина береговой линии — 2,44 км. Наибольшая глубина — 4,2 м, средняя — 2,4 м. Объём воды в озере — 0,53 млн м³. Площадь водосбора — 0,7 км².
Котловина остаточного типа, вытянутая с севера на юг. Склоны высотой 5—8 м, пологие (на севере — крутые), суглинистые, распаханные, местами поросшие кустарником. Береговая линия относительно ровная. Берега низкие, песчаные. Западные берега сплавинный. Северные сливаются со склонами котловины. На юге и востоке присутствует заболоченная пойма шириной до 350 м, заросшая кустарником. Дно имеет блюдцеобразную форму. Мелководье преимущественно песчаное, глубже 3 м дно сапропелистое.
Озеро эвтрофное. Минерализация воды — до 120 мг/л, прозрачность — 0,9 м. Водоём сообщается с системой мелиорационных каналов, встроенных в бассейн Уллы.
Водоём подвержен зарастанию. Ширина полосы надводной растительности варьируется от 30 м на севере и западе до 85 м на юго-востоке. Растения распространяются до глубины 2 м.
В воде обитают лещ, щука, плотва, линь, краснопёрка, окунь и другие виды рыб.